# Pacte avec un tueur
Pour plus de détails, voir Fiche technique et Distribution.
Pacte avec un tueur (Best Seller) est un film américain réalisé par John Flynn, sorti en 1987.

## Synopsis
En 1972, trois hommes grimés avec un masque de Richard Nixon, braquent le dépôt de saisies de la police de Los Angeles. Seul l'officier Dennis Meechum survit au massacre et, avant que les braqueurs ne s'enfuient, le policier, blessé, poignarde au ventre l'un d'entre eux. Plusieurs années se sont écoulées et, promu lieutenant de police, Meechum a par ailleurs écrit un livre à succès d'après son expérience et vit avec sa fille Holly. Un jour, lors d'une course-poursuite avec un voyou, il est tiré d'affaire par Cleve, un homme mystérieux en costume élégant. Ce dernier, qui semble bien connaître Meechum, s'avère être un tueur à gages, et veut se venger de l'industriel David Madlock, son ancien employeur, en révélant ses activités criminelles dans le prochain livre de Meechum. D'abord sceptique, le policier, endetté et souffrant du blocage de l'écrivain, accepte d'accompagner Cleve.
Les deux hommes voyagent à travers les États-Unis pour que Cleve présente à Meechum des preuves des contrats qu'il a effectués pour le compte de l'entreprise de Madlock. Ils échappent également à une tentative de meurtre commanditée par l'industriel. Meechum découvre plus tard que Cleve est en fait l'homme qu'il a poignardé lors du braquage du dépôt, alors que Cleve lui avait dit qu'il n'était que le chauffeur. Il continue néanmoins à collaborer avec lui car il est désormais convaincu d'être sur une très grosse affaire. Un avocat travaillant pour Madlock tente de corrompre Meechum mais échoue. Meechum persuade ensuite Cleve, malgré les réticences du tueur à gages, de l'emmener voir sa famille mais découvre à leur arrivée chez ces gens charmants que Cleve avait en fait anticipé la requête du policier.
Plus tard, les deux hommes vont voir une femme dont le témoignage pourrait porter un coup décisif à Madlock mais elle est assassinée par ses hommes de main, qui sont ensuite tous tués par Cleve et Meechum. Un autre tueur est envoyé par Madlock pour voler le manuscrit mais Cleve le tue alors qu'il était sur le point de s'en prendre à Holly. L'adolescente est enlevée peu après par les hommes de Madlock, qui propose à Meechum d'échanger son manuscrit contre la vie de sa fille. Meechum se rend chez Madlock pour procéder à l'échange mais Cleve s'introduit aussi chez l'industriel et élimine tous ses gardes du corps. Madlock prend Holly en otage et Cleve se sacrifie pour la sauver. Meechum arrête Madlock avant de recueillir les derniers mots de Cleve. Il publie ensuite un livre sur toute l'affaire et celui-ci devient un best-seller.

## Fiche technique
- Titre français : Pacte avec un tueur
- Titre original : Best Seller
- Réalisation : John Flynn
- Scénario : Larry Cohen
- Musique : Jay Ferguson
- Photographie : Fred Murphy
- Montage : David Rosenbloom
- Production : Carter DeHaven
  - Producteurs délégués : John Daly et Derek Gibson
- Société de production : Hemdale
- Société de distribution : Orion Pictures
- Pays de production :  États-Unis
- Langue : anglais
- Format : Couleur - 1,85:1 - son Dolby - 35 mm
- Durée : 95 minutes
- Genre : Policier, Thriller
- Dates de sortie en salles : 
  - États-Unis : 25 septembre 1987
  - France : 13 janvier 1988

## Distribution
- James Woods (VF : Pierre Santini) : Cleve
- Brian Dennehy (VF : Claude Brosset) : Dennis Meechum
- Paul Shenar (VF : Jean Claudio) : David Madlock
- Allison Balson (VF : Barbara Tissier) : Holly Meechum
- Victoria Tennant : Roberta Gillian
- George Coe : Graham
- Jeffrey Josephson : Pearlman
- Edward Blackoff : Thorn
- Mary Carver (VF : Claude Chantal) : La mère de Cleve
- Charles Tyner : Le père de Cleve
- Branscombe Richmond : Le voyou coursé par Meechum
- Seymour Cassel (VF : Georges Berthomieu) : Carter (non crédité)

## Accueil
Le film n'a pas connu le succès commercial, rapportant environ 4 278 000 $ au box-office en Amérique du Nord.
Il a reçu un accueil critique plutôt favorable, recueillant 60 % de critiques positives, avec une note moyenne de 5,9/10 et sur la base de 10 critiques collectées, sur le site agrégateur de critiques Rotten Tomatoes.

## Distinctions
En 1988, Pacte avec un tueur a été nommé au prix Edgar-Allan-Poe du meilleur film et James Woods pour l'Independent Spirit Award du meilleur acteur.